# Акио, Аугусто
Аугусто Акио (исп. Augusto Akio Takahashi dos Santos; род. 12 декабря 2000, Куритиба) — бразильский скейтбордист, бронзовый призёр летних Олимпийских игр 2024 года, серебряный призёр чемпионата мира 2022 года и Панамериканских игр 2023 года.

## Биография
Аугусто Акио родился 12 декабря 2000 года в Куритибе, в Бразилии.

## Карьера
Акио начал выделяться на национальной арене скейтбординга, когда ему было всего 11 лет. В 2019 году он завоевал бронзу на кубке мира по скейтбордингу в Барселоне, но не прошел квалификацию на чемпионат мира по скейтбордингу в Сан-Паулу. Акио занял 6-е место в финале X Games в Миннеаполисе в 2019 году, однако не смог пройти квалификацию на Игры в Токио в 2020 году.
На чемпионате мира по скейтбордингу 2022 года в ОАЭ бразилец завоевал серебряную медаль в мужском парке.
На Панамериканских играх 2023 года, проходивших в Сантьяго, Аугусто завоевал серебряную медаль в мужском парке.
7 августа 2024 года Акио завоевал бронзовую медаль на Олимпийских играх в Париже в дисциплине парк.